# Compère Guilleri

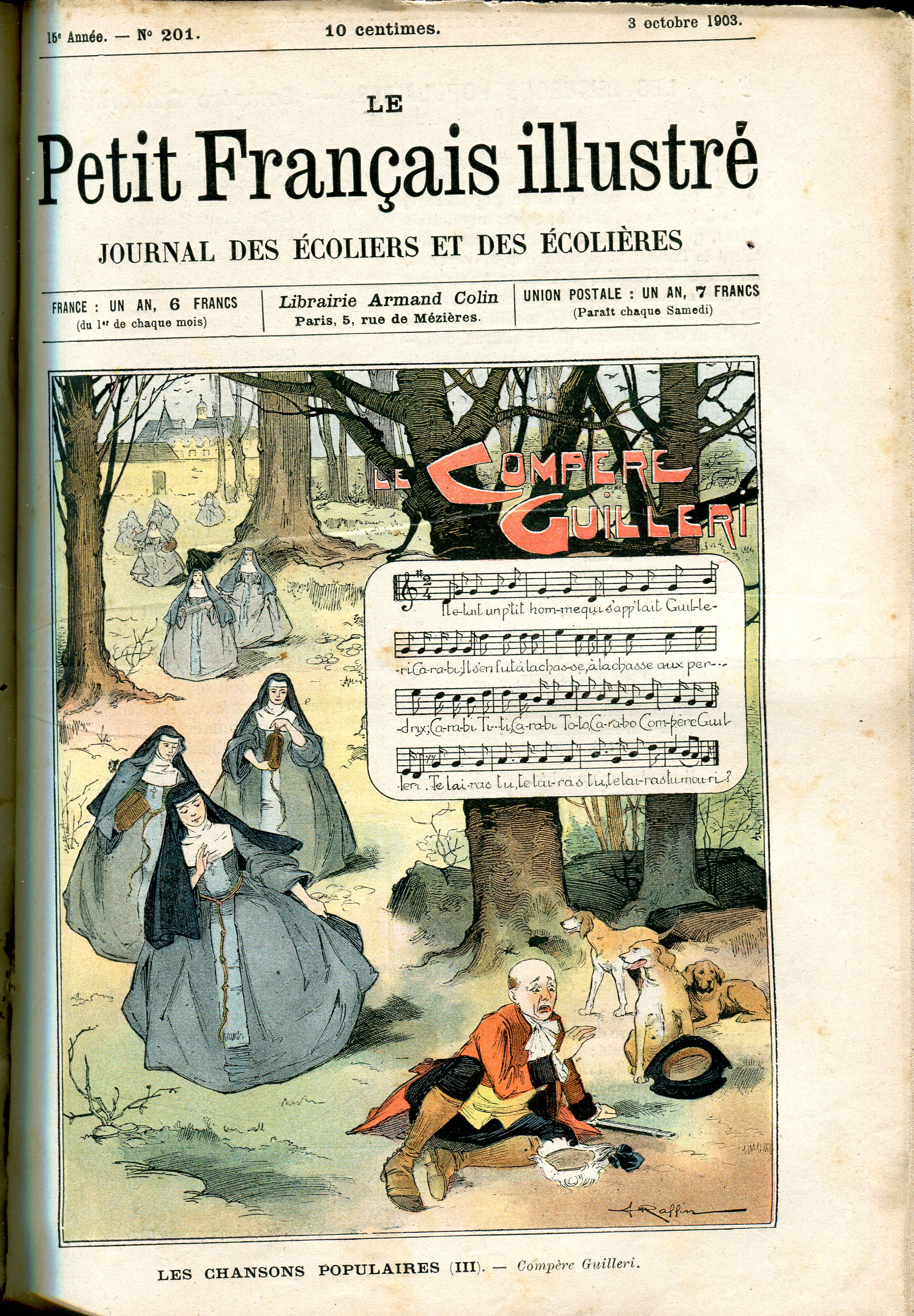
Compère Guilleri, illustration de Raffin dans Le Petit Français illustré, 3 octobre 1903

Compère Guilleri est une chanson enfantine dont l'origine, assez floue, remonte à l'Ancien Régime.

## Origines de la chanson

### Les frères Guilleri
La chanson reprend peut-être le nom des frères Guilleri,, nobles de Bretagne, soldats de l'armée de la Ligue catholique pendant la huitième guerre de Religion, sous les ordres du duc de Mercoeur, devenus bandits de grand chemin, après la soumission de leur chef à Henri IV en mars 1598 et la promulgation de l'édit de Nantes en avril, qui met fin aux guerres de Religion en France ; ils auraient un temps trouvé refuge au château de Guillerin en Campénéac (un château désormais détruit car inclus dans le périmètre du camp de Coëtquidan). 
La paix a pour effet de démobiliser la plupart des soldats engagés, sauf ceux de l'armée royale et les troupes autorisées par l'édit de Nantes. Certains hommes d'armes éprouvent des difficultés à revenir à la vie civile et continuent d'utiliser la violence, mais pour leur propre compte.
Les frères Guilleri constituent ainsi une bande de brigands qui, pendant dix ans, pille les campagnes françaises dans les provinces de Bretagne, de Poitou, de Saintonge et de Guyenne. Ils sont faits prisonniers en 1608, condamnés à mort et roués vifs à Saintes.

### Adéquation de la chanson à l'histoire des frères Guilleri
Mais le « compère Guilleri » de la chanson n'est pas présenté comme un criminel (contrairement par exemple à la Complainte de Mandrin) : il s'agit d'un chasseur qui se blesse au cours d'une partie de chasse à la perdrix et est soigné par les dames de l'hôpital le plus proche. 
Il est à noter que la « chasse au perdrix » est une métaphore évoquant les armoiries des Seigneurs de l'Aunis, une des régions où sévissaient les frères Guilleri : « de gueules à une perdrix couronnée d'or ».
Dans l'ensemble, les paroles ont un aspect humoristique (le chasseur est un peu ridicule). Une phrase a cependant une dimension tragique : « Te lai[sse]ras-tu mouri[r] ? ».

### Autre origine possible
Une autre interprétation repose sur le fait qu'en vieux français, « guilleri » désignait le chant du moineau, par métonymie, le moineau lui-même, et par métaphore le sexe masculin. C'est ainsi que le dauphin Louis, fils d'Henri IV, enfant, désignait son sexe, affirmant même qu'il y avait « un os dedans ».
Dans ce cas, la « chasse aux perdrix » pourrait peut-être être envisagée comme une métaphore de la recherche de compagnie féminine, avec le risque de devoir ensuite aller à l'hôpital se faire soigner.

## Paroles
| 1. Il était un p'tit homme Qui s'appelait Guilleri, carabi Il s'en fut à la chasse À la chasse aux perdrix, carabi Refrain Titi carabi, toto carabo, Compère guilleri. Te lairas-tu, te lairas-tu, Te lairas-tu mouri? 2. Il s'en fut à la chasse À la chasse aux perdrix, carabi Il monta sur un arbre Pour voir ses chiens couri, carabi… (refrain) 3. Il monta sur un arbre Pour voir ses chiens couri, carabi La branche vint à rompre Et Guilleri tombit, carabi… 4. La branche vint à rompre Et Guilleri tombit, carabi Il se cassa la jambe Et le bras se démit, carabi… |  | 5. Il se cassa la jambe Et le bras se démit, carabi Les dam's de l'hôpital Sont arrivées au bruit, carabi… 6. Les dam's de l'hôpital Sont arrivées au bruit, carabi L'une apporte un emplâtre L'autre de la charpie, carabi… 7. L'une apporte un emplâtre L'autre de la charpie, carabi On lui banda la jambe Et le bras lui remit, carabi… 8. On lui banda la jambe Et le bras lui remit, carabi Pour remercier ces dames Guill'ri les embrassit, carabi… 9. Pour remercier ces dames Guill'ri les embrassit, carabi Elle prouve que par les femmes L'homme est toujours guéri, carabi… |

Notes sur la langue de la chanson :
- « mouri », « couri » au lieu de « mourir » et « courir » (prononciation populaire de l'époque) ;
- « Te lairas-tu » pour « Te laisseras-tu » (forme populaire concurrente du futur simple de l'indicatif, et du conditionnel, cf. https://fr.wiktionary.org/wiki/lairrer) ;
- « tombit », « embrassit » au lieu de « tomba », « embrassa ».

## Postérité
La chanson est utilisée dans les films
- Jeux interdits de René Clément (1952) : la petite fille, Paulette (Brigitte Fossey), la chante pour se donner du courage alors qu'elle marche dans la nuit avec son copain Michel (Georges Poujouly).
- Les Choristes de Christophe Barratier (2004) : les jeunes choristes la chantent à l'internat.

## Iconographie
- Compère Guilleri, gouache 46x61cm de Jacques Le Chevallier, primée au concours de l'illustration des vieilles chansons de France, Salon de l'imagerie, 1941, conservée au musée de l'Image, Épinal (dépôt du Centre national des arts plastiques)[7].